# パンの大神

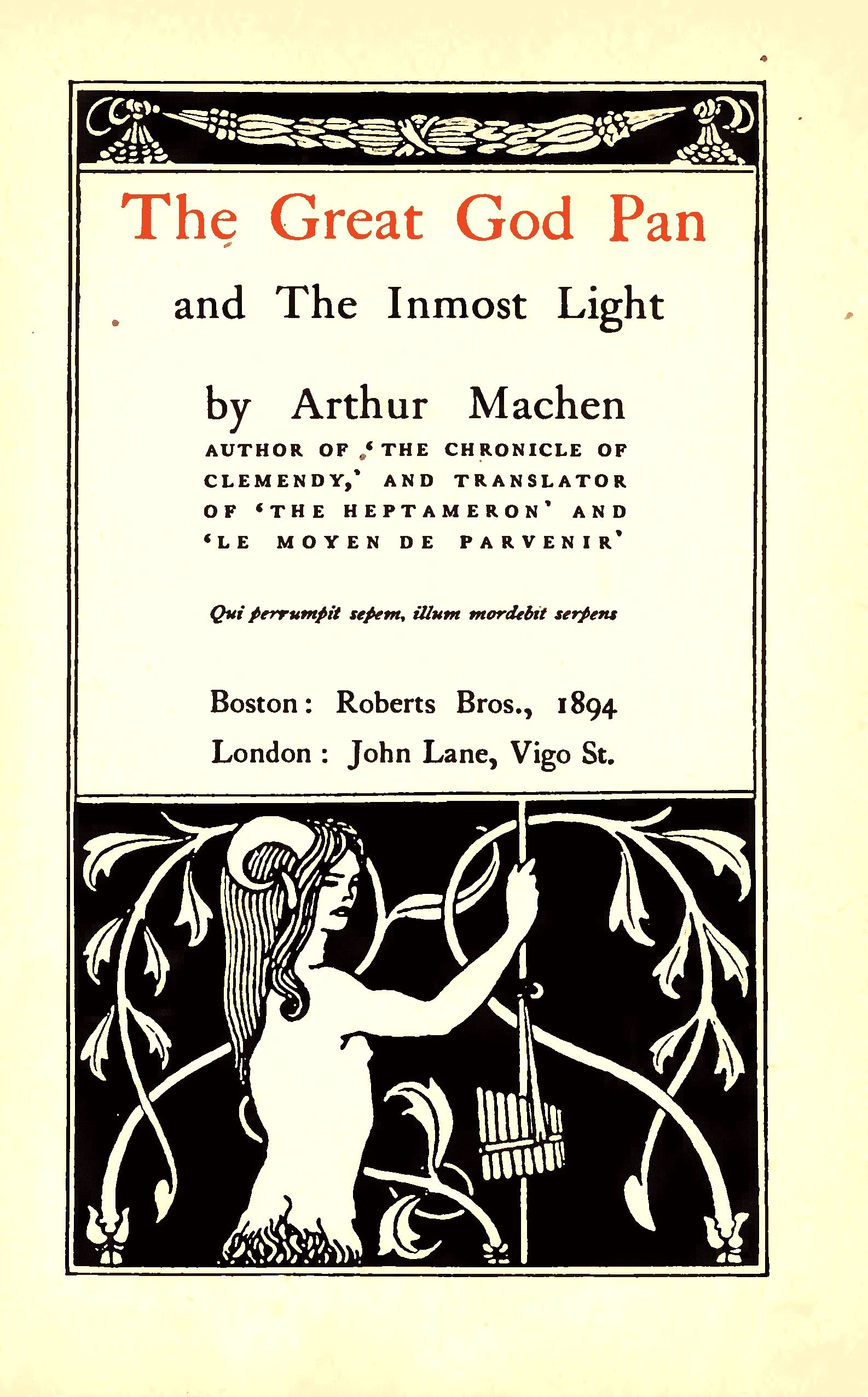
「パンの大神」の押絵

『パンの大神』（パンのおおがみ、パンのたいしん）は、英国の小説家アーサー・マッケンによる中編怪奇小説である。原題はThe Great God Pan。
古代からの魔術的な力と人間の内奥にかかわる恐怖を、性的な仄めかしを交えて描き、発表当時大変な物議を醸した。1890年に同人雑誌に掲載され、続いて1894年に出版された。現在ではマッケンの代表作の一つと見なされている。
パン（パーン）をめぐるギリシア・ローマ時代からの伝説を背景にしているが、作品に近代的な説得力を持たせるため黎明期の生理学と近代心霊主義の混交物を援用している。錬金術師オズワルド・クローリウス（Oswald Crollius、パラケルススの弟子）やGaius Julius Solinusの'DE MIRABILIBUS MUNDI'（『世界の不思議』）、ノーデンス神の石版等への言及も作品に奥行きを与えている。最後に明かされる魔性の女性の出自がミッシング・リンクとなり、ストーリー全体を支えている。他作品『黒い石印』『白い粉薬のはなし』『白魔』"The White People"『小人』"The Little People"と共通した様々な要素が見られる。

## プロット
作品のストーリーを時系列的に再編成
医師レイモンドによって奇怪な脳手術を受けた娘（メアリ）が「パンの神（ある種の根源的な精神ないし力の象徴）」と交感しその結果発狂する場面で小説は幕をあける。メアリは狂死するが、死の間際に女児を産み落とす。この女児（ヘレン・ヴォーン）は長ずるにつれ、周囲に恐るべき事件を引き起こす。イングランド西部の田舎（Caermaen）での男児発狂事件や、友人の娘の自殺事件（ノーデンスの神＝神ないしはその手下と結婚した＝恐らく強姦されたことが仄めかされる）である。
やがてヘレンは美しい娘に育ち、変名を名乗りつつ世界の各地で男を破滅させていく（ここでも性的な関係が仄めかされる）。被害者の一人の同窓生である高等遊民の紳士（ヴィリヤーズ）は友人の死を訝しみ、怪奇な紳士連続自殺事件に震えるロンドンの社交界と魔窟とを探検し、ついに悪魔の女性を見出す。ヴィリヤーズはクラーク（レイモンド医師の友人）と共に乗り込み、問題の女性を自殺に追いやった。その自殺の様は吐き気をもよおす人体の溶解過程以外の何物でもなかった。

## 資料
- The Great God Pan, CREATION BOOKS, ISBN 1-871592-11-9 マッケン自身による作品紹介、マッケン協会のIain S. Smithによる解説。